# Северомуйский тоннель

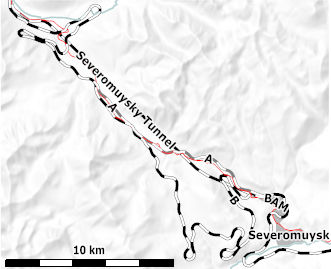
Схема Северомуйского тоннеля

Северому́йский тонне́ль имени В. А. Бессолова — железнодорожный тоннель в Республике Бурятия на Байкало-Амурской магистрали (на перегоне разъезд Итыкит — станция Окусикан), открытый 5 декабря 2003 года. По протяжённости является самым длинным железнодорожным тоннелем в России — 15 343 метра.
Северомуйский тоннель сократил путь через Ангараканский перевал с 57 до 23 километров, а время в пути — от двух часов до 25 минут. До открытия тоннеля полновесные грузовые поезда приходилось расцеплять и перемещать через хребет окружной дорогой — по Северомуйскому обходу, с максимальной скоростью всего 20 км в час, и с необходимостью подталкивания вторым локомотивом.
За сутки тоннель пропускает 14—16 тяжёлогрузных составов.
Своё название получил по Северо-Муйскому хребту, сквозь который проходит. В июне 2012 года Северомуйскому тоннелю присвоено имя В. А. Бессолова, под руководством которого была пройдена и сооружена большая часть тоннеля. Строительство продолжалось с перерывами 26 лет. Расчётный срок эксплуатации оценивается в 100 лет.

## Северомуйский обход
Северо-Муйский хребет являлся одним из самых сложных участков при строительстве БАМа. До открытия Северомуйского тоннеля поезда следовали по обходной ветке, проложенной через перевал по седловине хребта. Первый вариант обхода, длиной 24,6 км, был сооружён в 1982—1983 годах; при его строительстве допускались уклоны до 40 ‰ (то есть до 40 метров подъёма на километр расстояния). В силу этого через эту линию могли следовать только грузовые поезда длиной лишь в несколько вагонов; движение пассажирских поездов было запрещено (через перевал людей возили на автобусах).
В 1985—1989 годах была построена новая обходная ветка длиной 64 км, состоящая из многочисленных крутых серпантинов, с высокими виадуками и двумя петлевыми тоннелями (старый обход впоследствии был разобран). Известность получил «Чёртов мост», виадук длиной 360 метров, расположенный в крутой кривой на уклоне через долину реки Итыкит, стоящий на двухъярусных опорах. Поезда двигались по извилистому пути между сопками с максимальной скоростью 20 км/ч, рискуя попасть под сход лавины. На подъёмах возникала необходимость подталкивания поезда. Участок требовал больших расходов по содержанию пути и обеспечению безопасности движения.

## Строительство тоннеля

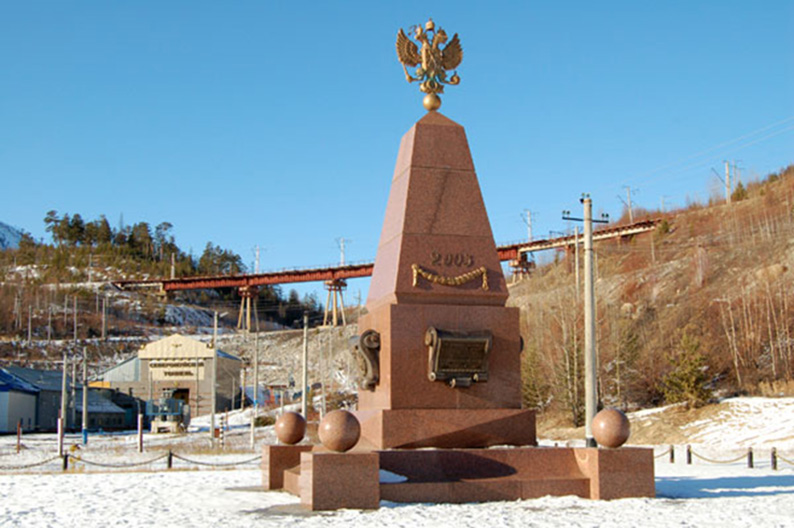
Памятная стела в честь окончания строительства и с мемориальной табличкой о погибших строителях, установленная у восточного портала тоннеля

В 1940-е годы в качестве основного решения проектировщики выбрали пересечение железной дорогой Северо-Муйского хребта открытой трассой с петлеобразным развитием и сооружением относительно небольшого тоннеля длиной 1185 м на западном склоне. Во время возобновления строительства БАМа в 1970-е годы хребет предполагалось пересечь с помощью длинного тоннеля.
Генеральной проектной организацией по строительству тоннеля являлся ОАО «Ленметрогипротранс». Подготовительные работы были начаты в 1975 году. Горнопроходческие работы начались 28 мая 1977 года. Основная их часть была выполнена Тоннельным отрядом № 16 (начальник с октября 1980 года — А. И. Подзарей) в период с 1977 по 1991 год — 13 057 погонных метров, в 1991—2001 годах — 2216 погонных метров.
Строительство осуществлялось ОАО «Бамтоннельстрой» (подземная часть) и ОАО «Нижнеангарсктрансстрой» (наземные объекты) с двух сторон — с западного и восточного порталов, а также в обе стороны от вертикальных стволов диаметром 7,5 м, пробитых с вершины Северо-Муйского хребта (глубиной 302, 334 и 162 м). В июне 1982 года на строительстве тоннеля бригадой В. Р. Толстоухова установлен всесоюзный рекорд проходки. За месяц было пройдено 171,5 метра основного тоннеля. Работы велись в очень сложных геологических и гидрологических условиях. Первоначально по трассе тоннеля были спроектированы разведочные скважины, которые должны были находиться через каждые 500 метров. Для удешевления проекта скважины были выполнены через 1 километр, и они не обнаружили геологических проблем на пути тоннеля. Для безопасности строительства применялся метод разведки путём бурения горизонтальных скважин с отбором керна на 400 метров вперёд. По трассе тоннеля было выявлено четыре тектонических разлома шириной от 5 до 900 метров. Приток воды из этих разломов доходил до нескольких сотен кубометров в час при гидростатическом давлении до 34 атмосфер. К тому же часто поступала термальная вода повышенной температуры, что потребовало разработки технологий её заморозки. Были обнаружены щели-разломы, в которых гранит был перетёрт в песок и насыщен водой: получились плывуны в гранитах. К тому же имело место перенапряжённое состояние пород (район также отличала повышенная сейсмичность). Также в горных выработках отмечалась высокая концентрация радиоактивного газа радона (до 3000 Бк/м³, при норме радиационной безопасности на производстве по группе «А», включая рентгеновское излучение, не более 1240 Бк/м³), что приводило к переоблучению работников. По мнению специалистов, набор условий такой сложности до строительства этого тоннеля нигде в мире не встречался.
Трудовой коллектив доходил до 4900 человек, из них до 2200 — на подземных работах. Строители жили в двух посёлках — Тоннельном (располагался у западного портала, после окончания строительства выселен, в 2009 году упразднён) и Северомуйске.
Сбойка Северомуйского тоннеля была осуществлена 30 марта 2001 года, при этом отклонение между осями тоннелей составило всего 69 мм по горизонтали и 36 мм по вертикали. Первый поезд прошёл по тоннелю 21 декабря 2001 года, но в постоянную эксплуатацию тоннель был принят только 5 декабря 2003 года.
Максимальная глубина тоннеля от поверхности около 1 км, диаметр тоннеля без обделки 9,5 м. Ввиду сложности гидрогеологических условий была также сооружена опережающая разведочно-транспортная дренирующая штольня меньшего диаметра и сообщающаяся с основным тоннелем сбойками через каждые 150—200 м. В дальнейшем она эксплуатируется для отвода воды, вентиляции, служебных нужд по обслуживанию тоннеля, для доставки оборудования и персонала по обслуживанию тоннеля в ней проложена узкоколейная железная дорога.

### Аварии при строительстве
Перед строительством тоннеля не были проведены в достаточной степени горно- и гидрогеологические исследования участка прохождения трассы тоннеля. Недостаточны были и проведённые в 1980 годах дополнительные инженерно-геологические исследования. Это в итоге приводило к аварийным ситуациям в ходе строительства, а также к изменениям проекта, сроков и стоимости строительства.
На строительстве произошёл ряд аварий с человеческими жертвами, общее число погибших — 57 человек (при первой аварии — 31 человек).
Первая серьёзная авария произошла в 1979 году на западном участке. При преодолении гранитного массива проходчики попали в высоконапорный ангараканский плывун (участок древнего русла реки Ангаракан). Давление воды с песком взломало гранитную перемычку, и вода с песком хлынула в тоннель, увлекая за собой каменные обломки. Сила потока была такова, что породопогрузочная машина весом более 20 тонн была передвинута на расстояние около 300 метров. Последствия аварии были ликвидированы лишь спустя два года — в 1981 году.
Последняя крупная авария произошла 16—22 апреля 1999 года в IV тектонической зоне. На тот момент расстояние между проходками западной и восточной частей тоннеля составляло около 160 метров. Обвал породы привёл к тому, что участок тоннеля фактически пришлось строить заново в течение нескольких месяцев.

## Геология, сейсмология в районе тоннеля
Тоннель расположен в наиболее сейсмоактивном и сейсмоопасном Северо-Муйском районе Байкальской рифтовой зоны. Тоннель проходит в субвертикальном тектоническом расслоении гранитоидных массивов Байкальского мегасвода, пересекая глубинный разлом. Расположен в горной перемычке между Верхнеангарской и Муйской впадинами, с находящимися в этом районе крупными Ангараканским, Муяканским, Перевальным и около 70 мелких разломами, характеризующейся наличием разного рода термальных и холодных подземных вод (+3 °С ÷ +60 °С), в том числе высоконапорных (2,5 — 3,0 МПа).
Всё это создаёт трудности как строительства, поддержания работоспособного состояния тоннеля, так и проблемы, связанные с безопасностью тоннеля. Так, только во время строительства тоннеля было зафиксировано более 1500 землетрясений энергетического класса более 8 (энергетический класс 9,5 равен магнитуде 3), а также до 1500 случаев мелких землетрясений в год. Наблюдаются смещения горных блоков в пределах 5—30 мм в год, сдвиг в зоне Перевального разлома составляет 3,5 мм в год. Это приводит к зонам напряжённости и деформациям отделки тоннеля. Общий водоприток в тоннеле 8500 м3/час (в некоторых источниках приводится 10 000 м3/час, что, возможно, связано с временем года), что, учитывая низкую минерализацию, способствует выщелачиванию бетона и обустройству системы водоотвода. Содержание радона в тоннеле доходило по эквивалентной равновесной объёмной активности до 3000 Бк/м3 в момент строительства в 2007 году. Повышенная концентрация радона (в том числе торона) как в самом транспортном тоннеле, так и в транспортно-дренажной штольне наблюдается и при эксплуатации тоннеля, распределение его в эксплуатируемом тоннеле неравномерное и зависит от режима вентиляции. При этом следует учитывать не только содержимое самого химически инертного радона, но и продукты его распада, такие как 218Ро, 214РЬ, 214Вi (пример цепочки распада 222Rn → 218Po → 214Pb → 214Bi → 214Po → 210Pb → 210Bi → 210Po → 206Pb).

## Эксплуатация

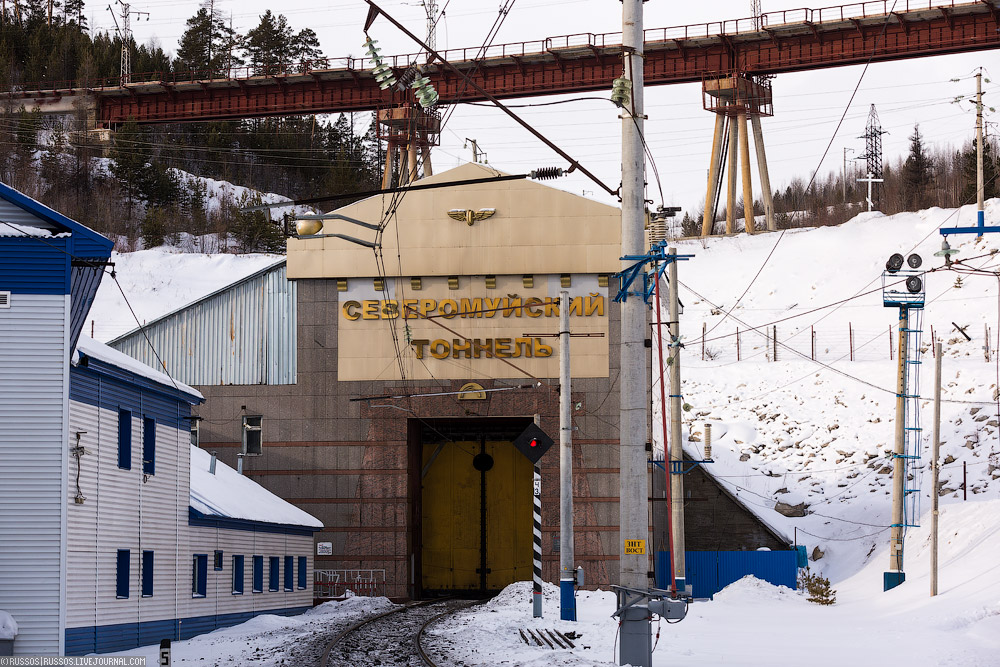
Закрытые раздвижные стеклопластиковые ворота восточного портала тоннеля

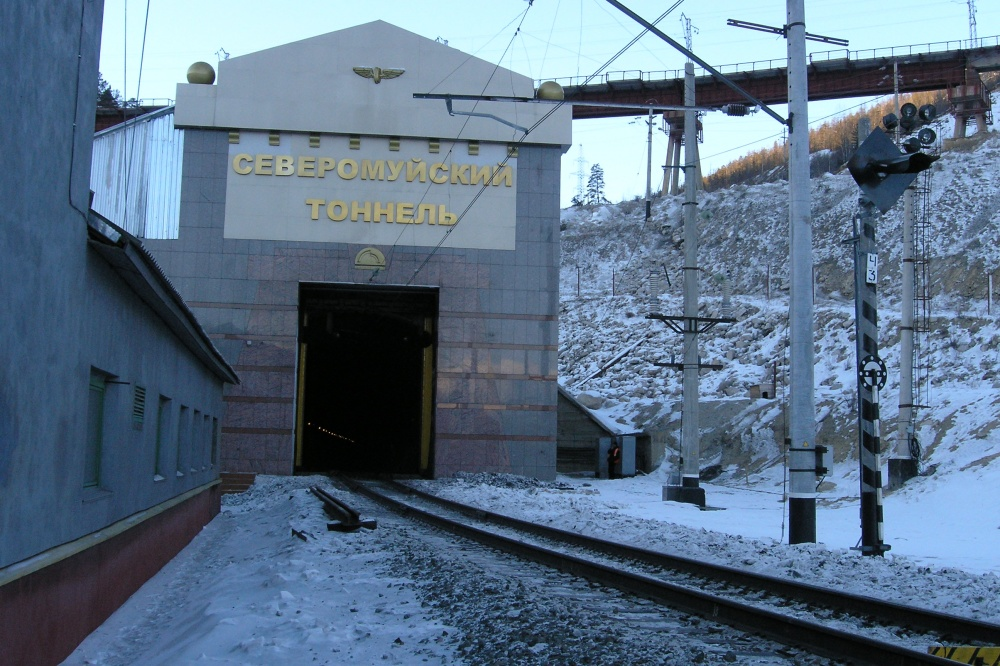
Ворота тоннеля в открытом состоянии

Ввод в эксплуатацию Северомуйского тоннеля дал возможность безостановочного движения по БАМу тяжёловесных грузовых поездов (до его открытия такие составы приходилось расцеплять и перемещать через обход частями). По состоянию на 2010 год время в пути на участке сократилось с 2 часов до 20—25 минут, тоннель за сутки пропускал 14—16 составов.
Однопутный тоннель построен как двускатный (уклон от середины к обоим порталам). Величина уклона: 6 ‰ в одну сторону и 7,5 ‰ — в другую. Общая длина горных выработок — 45 км; вдоль всей длины тоннеля проходит выработка меньшего диаметра, используемая для откачки воды, размещения инженерных систем и доставки технического персонала. В поперечном сечении тоннель и транспортно-дренажная штольня имеют подковообразную форму, площадь сечения тоннеля 68 м², штольни — 18 м². Вентиляция с целью поддержания микроклимата, подогрева и радоноудаления обеспечивается тремя вертикальными шахтными стволами диаметром 7,5 м и глубиной 302, 334, 162 м, а также посредством транспортно-дренажной штольни. Штольня также служит для отвода воды. В тоннеле смонтирована контактная подвеска с двумя несущими тросами и двумя контактными проводами. Безопасность прохождения поездов через тоннель обеспечивают, помимо прочего, системы сейсмического и радиационного контроля. Для поддержания микроклимата на обоих порталах в 1998 году установлены специальные ворота, открываемые только для прохождения поезда. Инженерные системы тоннеля управляются автоматизированной системой (АСУ ТП Северомуйского тоннеля), разработанной в Конструкторско-технологическом институте вычислительной техники СО РАН. Контроль и управление системами тоннеля осуществляется с Центра управления тоннелем специализированной дистанции с отделом ИВЦ Восточно-Сибирской железной дороги, путевые работы проводятся ПЧ-24.
Воздух, подаваемый в тоннель, подогревается электрокалориферами, c общей мощностью 3,66 МВт, вентиляционных установок порталов. Но в период ноября — марта происходит оледенение в средней части протяжённостью около 2 км вследствие недостаточного прогрева в припортальной зоне охлаждённых заехавших в тоннель поездов. В феврале 2011 года сообщалось, что, несмотря на портальные ворота, зимой внутри тоннеля образуются гигантские многотонные сосульки, создающие угрозу движению поездов. Сбивать ледяные наросты железнодорожникам приходится со специальной дрезины с подъёмной площадкой; объём сосулек, удалённых за одно технологическое окно, достигает 5 м³.
Наряду с тоннелем, в рабочем состоянии поддерживается и Северомуйский обход, по нему пропускают отдельные поезда. Ожидается, что он может быть использован в случае роста грузопотока по БАМу.

## Происшествия
30 ноября 2023 года по данным российских СМИ вагон в составе грузового поезда загорелся на перегоне Итыкит — Окусикан Восточно-Сибирской железной дороги во время движения по Северомуйскому тоннелю. По сообщениям украинских источников, БАМ является основным транспортным путем между Россией и Китаем и используется для военных поставок в ходе войны России с Украиной.
По сообщениям украинских СМИ, подрыв поезда организован Службой безопасности Украины в связи с тем, что этот путь использовался для военных поставок из Китая в РФ. На следующий день был подорван ещё один грузовой поезд, следовавший по запасному маршруту — через Чёртов мост.
По данным источников российской газеты Коммерсантъ, следователями Восточного межрегионального следственного управления на транспорте возбуждено уголовное дело по ч. 1 ст. 205 УК РФ («Террористический акт») по факту взрыва и возгорания поезда.
6 декабря 2023 года движение по тоннелю было восстановлено
7 декабря 2023 года ФСБ России подтвердила причастность спецслужб Украины к происшествию, задержан исполнитель.

## Северомуйский тоннель — 2
Летом 2018 года ОАО РЖД объявило о возможной проработке технико-экономического обоснования второй очереди Северомуйского тоннеля, строительство которой даст возможность увеличить пропускную способность этого участка БАМа до 100 миллионов тонн в год. Предварительные стоимость и сроки проекта оцениваются в 100 миллиардов рублей на период 2025—2035 годы. Предполагается, что это даст 34 дополнительных пар поездов в сутки к текущим 16 парам, а стоимость строительства, по оценке на 2018 год, составляет 190 млрд рублей без НДС. С учётом дефляторов и индексов цен производителей до 2024 года прогнозная стоимость оценивается в 260,79 млрд рублей.
20 августа 2019 года начались работы по подготовке строительства второго Северомуйского тоннеля. Так, в рамках плана строительства тоннеля были начаты строительные работы по возведению объектов инфраструктуры (вахтового посёлка) УК «ВостокУголь» группы «Сибантрацит». Предполагается построить новый тоннель, который будет располагаться параллельно существующему, что сделает Северомуйский тоннель двухпутным. Трасса планируемого второго тоннеля проходит в более сейсмоопасной зоне — через Перевальный разрыв между двумя активными разломами.
В начале 2020 года строительные работы были приостановлены в связи с пандемией COVID-19. В апреле 2021 года заместителем генерального директора ОАО «РЖД» было заявлено, что разработаны несколько вариантов плана строительства: 7 — строительства тоннеля, 2 — строительства обходного участка (90 и 200 км). Гендиректором ОАО «РЖД» в докладе Президенту России было заявлено о переносе начала работ не ранее 2024 года, при этом также рассматривались в качестве возможных как строительство тоннеля, так и расширение западного обхода вместо него.

## Галерея

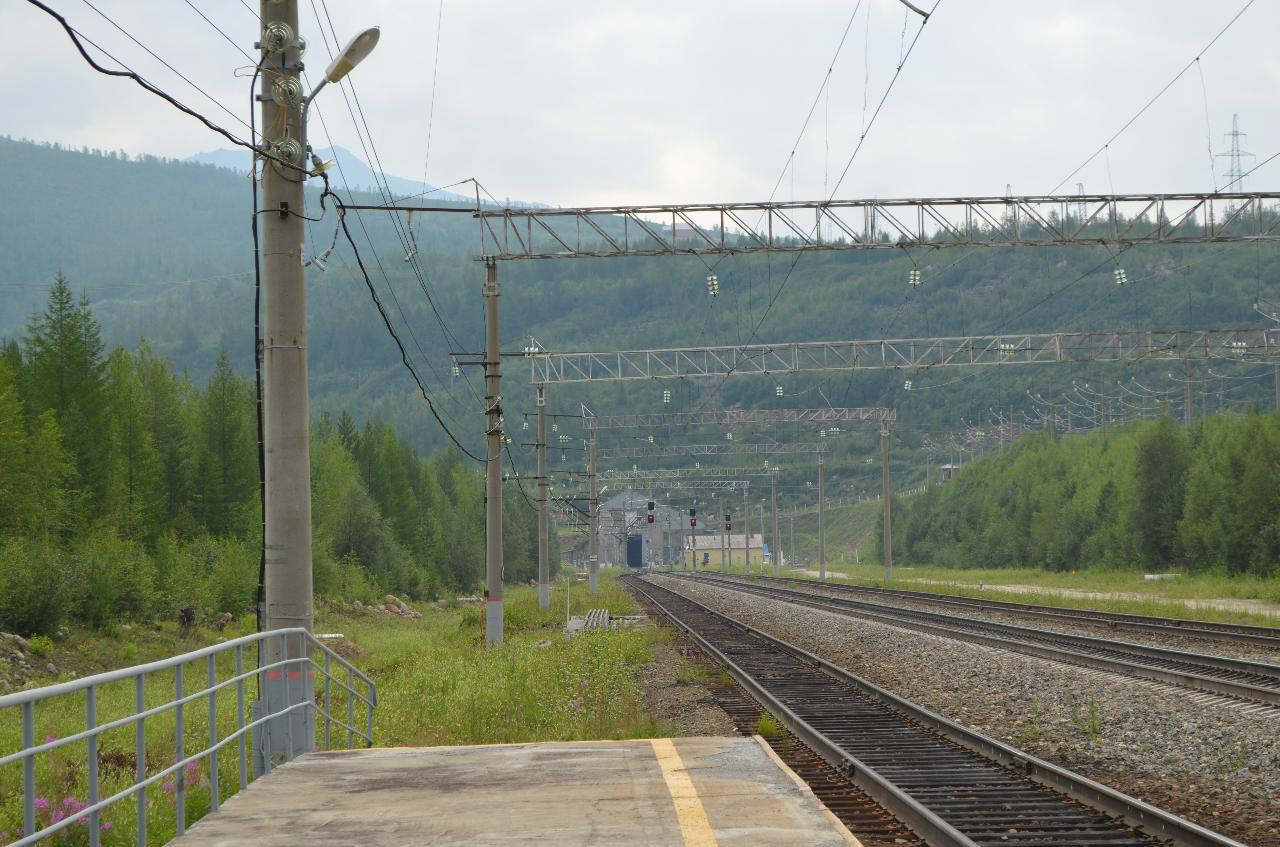
Западный портал тоннеля
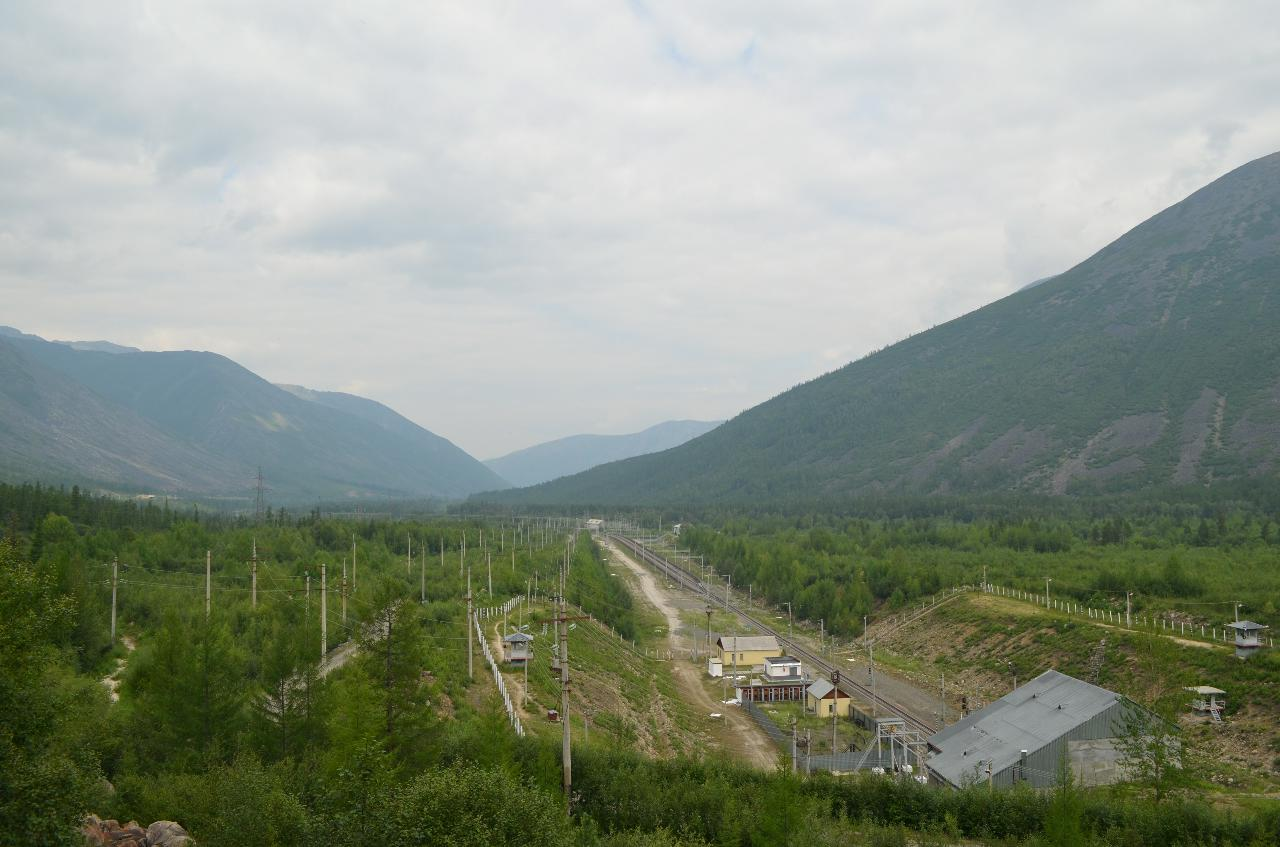
Вид ко входу в западный портал
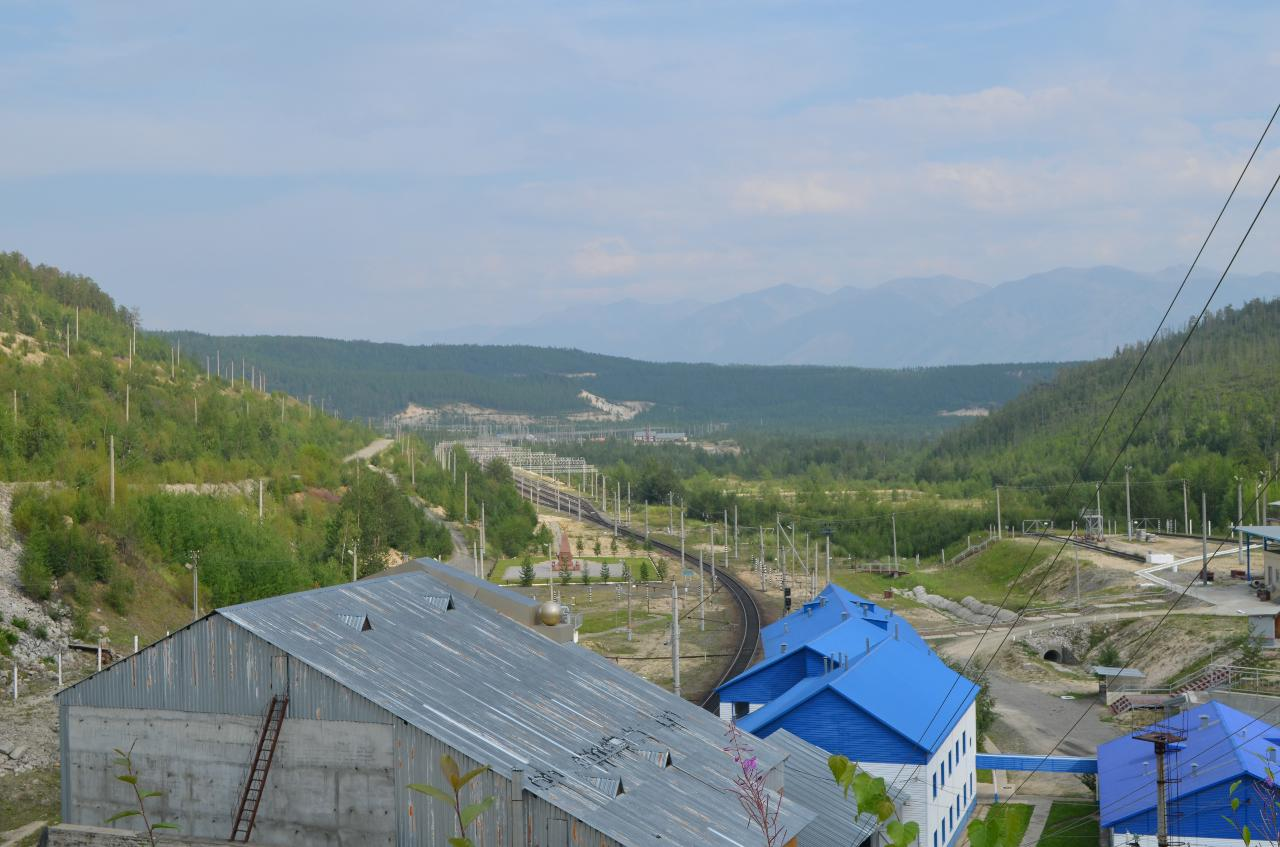
Восточный портал с тыла
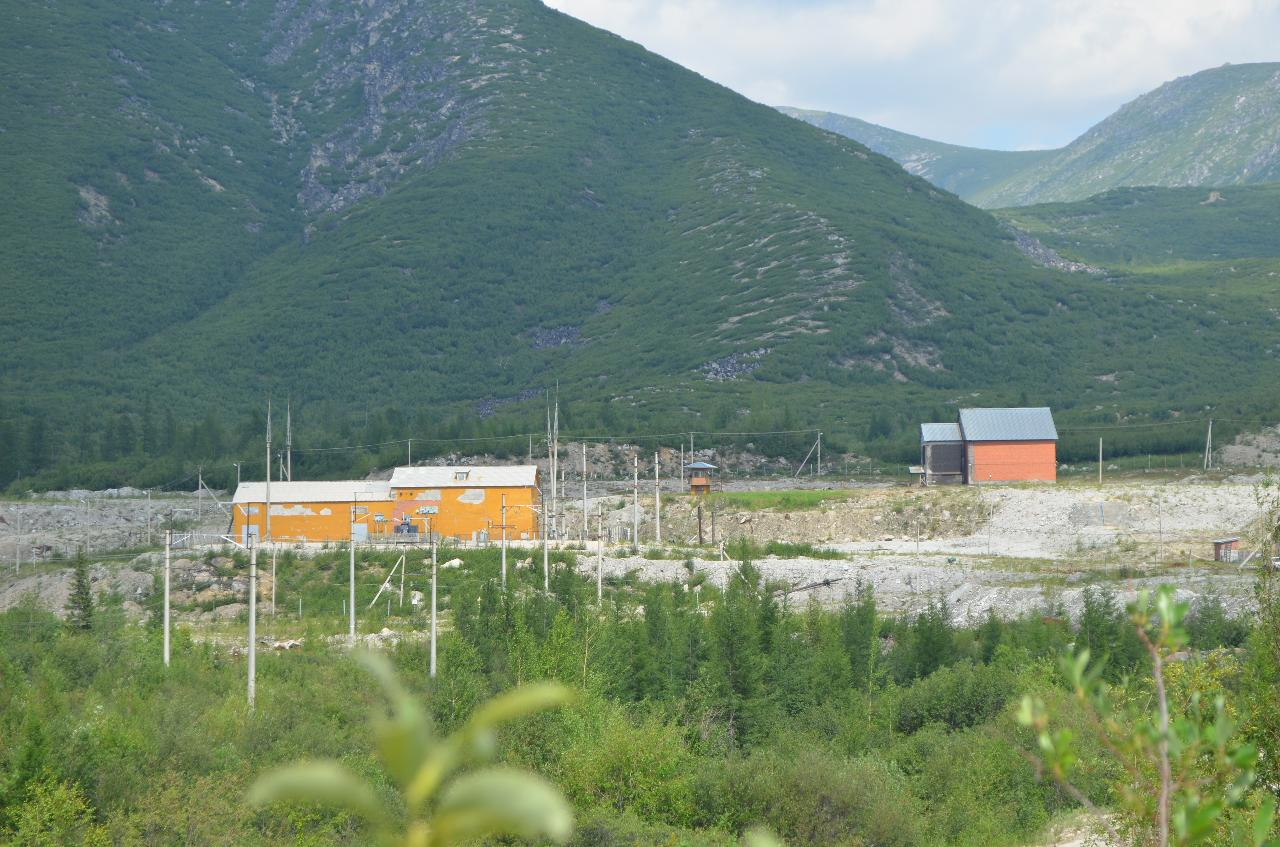
Ствол № 2
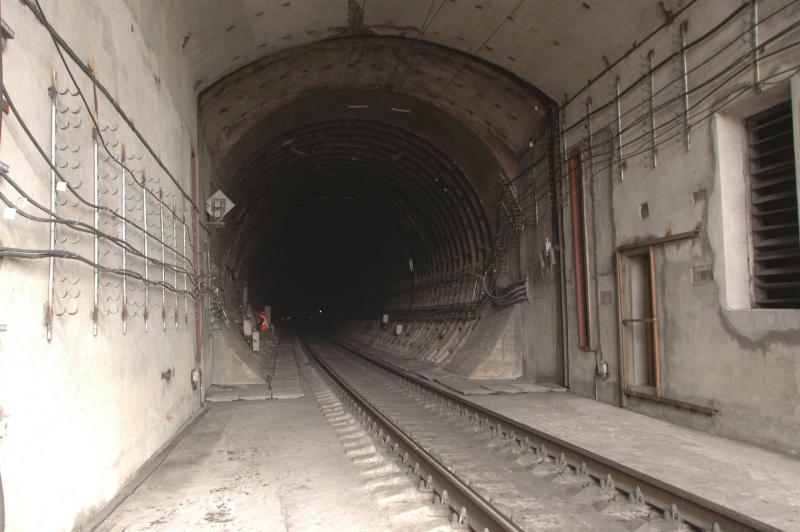
Участок тоннеля возле его портала (тамбур)
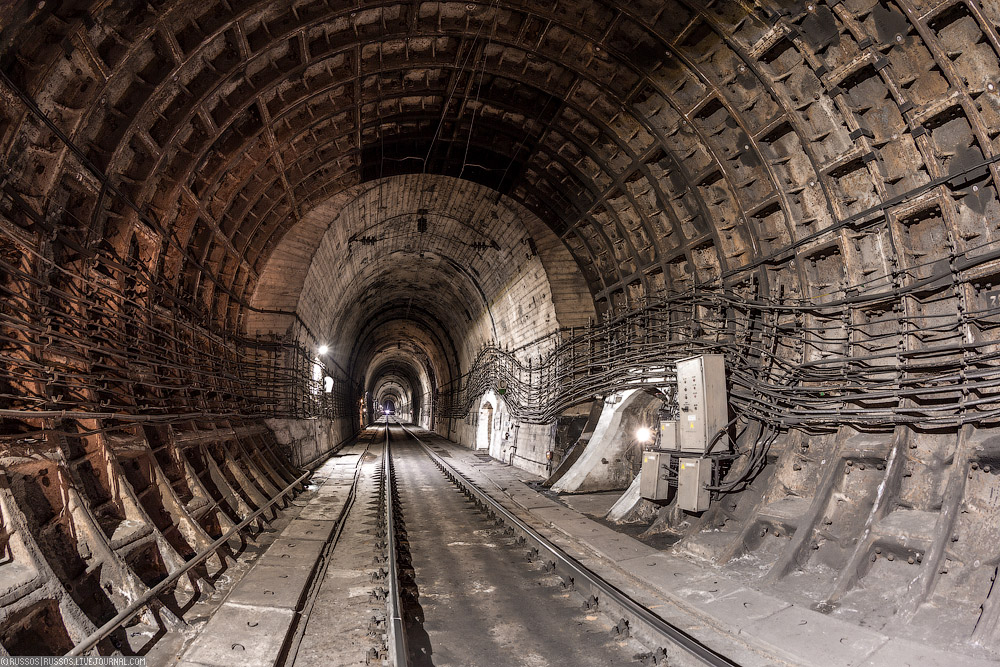
Тоннель, вид изнутри у стыка разной формы обделки
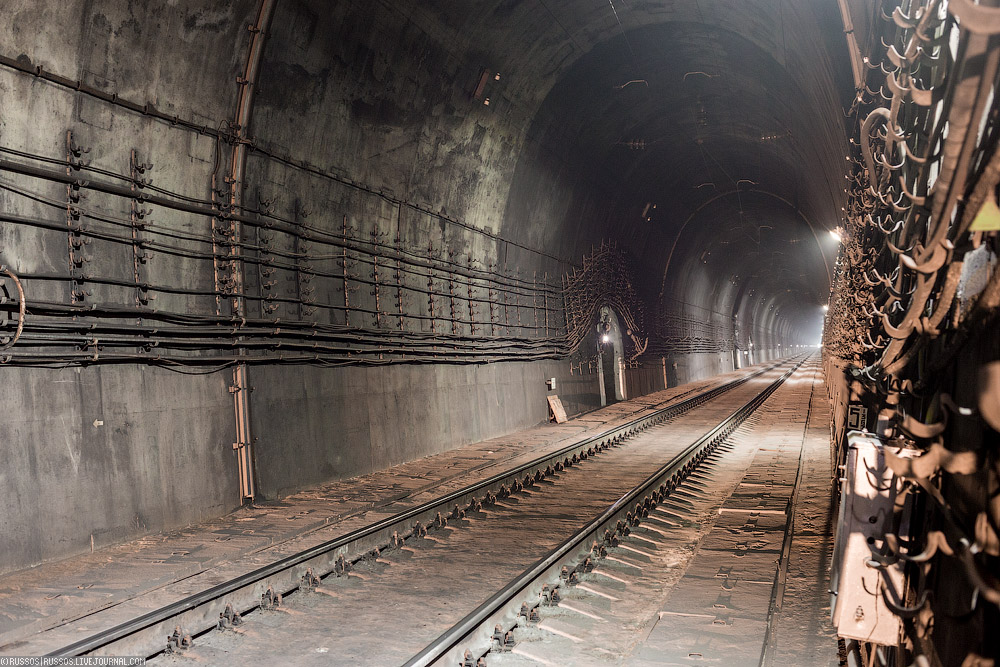
Тоннель, вид изнутри, слева видна сбойка в транспортно-дренажную штольню